# زمین‌لرزه ۱۹۶۵ اوآخاکا
زمین‌لرزه اوآخاکا  در تاریخ ۲۳ اوت ۱۹۶۵ میلادی، برابر با ‎۱ شهریور ۱۳۴۴، ساعت ۱۹:۴۶:۰۱ به زمان یوتی‌سی در مکزیک ، منطقه اوآخاکا رخ داد. ژرفای این زلزله ۱۰٫۵ کیلومتر بود. بزرگی آن ۷٫۴ در مقیاس Mw اعلام شده‌است. زمین‌لرزه به وقت محلی در روز دوشنبه، ساعت ۱۳ روی داده و منطقه زمانی آن یوتی‌سی -۶ بوده‌است (با لحاظ تغییر ساعت تابستانی).
سازمان زمین‌شناسی آمریکا نیز جای این زمین‌لرزه را در مختصات ۱۶°۱۸′شمالی ۹۵°۴۸′غربی / ۱۶٫۳°شمالی ۹۵٫۸°غربی و بزرگی آنرا برابر با ۷٫۸ در مقیاس ریشتر اعلام کرده‌است. ژرفای گزارش شده از سوی این سازمان ۲۸ کیلومتر می‌باشد.
شمار کشتگان زلزله حدود ۵ نفر بوده‌است.تعداد زخمیان ۱۶ نفر برآورده شده‌است.سونامی نیز در این زلزله گزارش شده‌است.